# Dietrich von Saucken
Dietrich von Saucken, né le 16 mai 1892 à Fischhausen, aujourd’hui Primorsk), en province de Prusse-Orientale, et mort le 27 septembre 1980 à Pullach, est un General der Panzertruppe allemand pendant la Seconde Guerre mondiale. Il reçut la croix de chevalier de la croix de fer avec feuilles de chêne, glaives et brillants, plus haute distinction militaire allemande de la Seconde Guerre mondiale.

## Carrière militaire

### Engagement et Première Guerre mondiale
Dietrich von Saucken est issu de la famille noble von Saucken et est le fils du conseiller d'État prussien à Oppeln Erich von Saucken (né en 1858) et de son épouse Bertha, née Westphal (née en 1862).
Von Saucken étudie au lycée royal Frédéric à Königsberg et s'engage ensuite en octobre 1910 comme porte-drapeau dans le 3e régiment de grenadiers de l'armée prussienne. Il y devient lieutenant à la mi-juin 1912.

### Dans la Wehrmacht
C'est en tant que colonel qu'il sert dans la Wehrmacht d'avant-guerre, et il est promu au rang de général de division le 1er janvier 1942. Désigné pour commander la 4e division de panzers à la fin de 1941, il sert plus tard en tant que commandant de l'École des troupes rapides (Schule für Schnelle Truppen). À la fin du mois de juin 1944, alors commandant en second du III. Panzer Korps, il forme une unité ad-hoc connue sous le nom de « Groupe von Saucken » constituée des restes de plusieurs unités qui ont été laminées par les assauts soviétiques sur le groupe d'armées Centre et d'unités de police déployées en Ruthénie Blanche ; dans un premier temps, ce groupe d'une puissance de feu appréciable reçoit pour mission d'éviter la conquête de Borissov, à la demande expresse de Model; le 30 juin, pressé par le développement des opérations soviétiques, il ordonne l'abandon de la ville. Ce groupement (plus tard le XXXIX. Panzer Korps) essaie de défendre la ville occupée de Minsk, et parvient à garder temporairement un itinéraire de retraite à travers la Bérézina pour des soldats et des unités allemands éprouvés face à des forces soviétiques largement supérieures en nombre.
Dans les derniers mois de la guerre, Dietrich von Saucken conduit la deuxième armée dans sa défense de la Prusse-Orientale et Occidentale, n'ordonnant la capitulation de son armée qu'un jour après la capitulation générale allemande du 8 mai 1945. Après avoir capitulé, Saucken est emmené en captivité en Union soviétique. Il est alors condamné à vingt-cinq ans de travaux forcés, commués ensuite à trente mois. Libéré en 1955, il meurt en 1980 à l'âge de 88 ans.
Dietrich von Saucken fut un des rares généraux à recevoir la croix de chevalier de la croix de fer avec feuilles de chêne, glaives et brillants durant la Seconde Guerre mondiale. Elle lui fut décernée le 9 mai 1945.

## Traits de caractère
Dietrich Von Saucken était un officier de cavalerie qui portait couramment le sabre et le monocle. Il personnifiait à merveille les Junkers de l'aristocratie conservatrice prussienne.
Lorsque Hitler lui confie le commandement de la deuxième armée le 12 mars 1945, il lui ordonne de se placer sous les ordres du Gauleiter de Dantzig-Prusse occidentale Albert Forster. Saucken réplique : « Je n'ai aucune intention de me placer sous les ordres d'un Gauleiter ». Il contredit ainsi à tous les usages imposés à ceux qui se trouvent en présence du Führer, n'exécutant pas le salut hitlérien mais le salut militaire, et ne s'adressant pas à Hitler en lui disant Mein Führer. À la surprise de tous, Hitler se contente de répondre : « Très bien, Saucken, vous commanderez donc personnellement ».

## Promotions
| Fahnenjunker             | 1er octobre 1910 |
| Leutnant                 | 19 juin 1912     |
| Oberleutnant             |                  |
| Hauptmann                |                  |
| Major                    |                  |
| Oberstleutnant           | 1er octobre 1936 |
| Oberst                   | 1er juin 1939    |
| Generalmajor             | 1er janvier 1942 |
| Generalleutnant          | 1er avril 1943   |
| General der Panzertruppe | 1er août 1944    |

## Décorations et Citations
- Croix de fer (1914)
  - 2e classe
  - 1re classe
- Croix de chevalier de l'ordre royal de Hohenzollern
- Croix du Mérite militaire (Autriche) 3e classe
- Croix du Mérite militaire (Bavière) de 3e classe
- Insigne de combat des blindés en argent 3e classe
- Croix du mérite de guerre avec glaives
- Insigne des blessés
  - en or
- Croix de fer (1939)
  - 2e classe
  - 1re classe
- Croix de chevalier de la croix de fer avec feuilles de chêne, glaives et brillants
  - Croix de chevalier le 6 janvier 1942 en tant que Generalmajor, commandant la 4. Panzer-Division
  - 281e feuilles de chêne le 22 août 1943 en tant que Generalleutnant et commandant de la 4. panzer-Division
  - 46e glaives le 31 janvier 1944 en tant que Generalleutnant et commandant de la 4. panzer-Division
- 27e brillants le 9 mai 1945 en tant que General der Panzertruppe et commandant en chef de l'armée de Prusse-Orientale.
- Mentionné trois fois dans le bulletin radiophonique Wehrmachtbericht (3 décembre 1943, 5 juillet 1944, 9 mai 1945)